# Pseudochazara baltistana
Pseudochazara baltistana är en fjärilsart som beskrevs av Holik 1949. Pseudochazara baltistana ingår i släktet Pseudochazara och familjen praktfjärilar. Inga underarter finns listade i Catalogue of Life.